# 1901年全米選手権 (テニス)
1901年 全米選手権（1901ねんぜんべいせんしゅけん）に関する記事。

## 大会の流れ
- 1881年から1967年まで、全米選手権は各部門が個別の名称を持ち、大会会場も別々のテニスクラブで開かれた。これが他の3つのテニス4大大会と大きく異なる点である。
  - 男子シングルス　名称：全米シングルス選手権（U.S. National Singles Championship）／会場：ロードアイランド州、ニューポート・カジノ　（最初の会場、1914年まで）
  - 男子ダブルス　名称：全米ダブルス選手権（U.S. National Doubles Championship）／会場：ロードアイランド州、ニューポート・カジノ　（最初の会場に戻る。1894年-1914年まで）
  - 女子シングルス　名称：全米女子シングルス選手権（U.S. Women's National Singles Championship）／会場：ペンシルベニア州、フィラデルフィア・クリケット・クラブ　（女子部門競技はすべてこの会場、1887年-1920年まで）
  - 女子ダブルス　名称：全米女子ダブルス選手権（U.S. Women's National Doubles Championship）／会場：フィラデルフィア・クリケット・クラブ　（1889年-1920年まで）
  - 混合ダブルス　名称：全米混合ダブルス選手権（U.S. Mixed Doubles Championship）／会場：フィラデルフィア・クリケット・クラブ　（1892年-1920年まで）
- 男女シングルスでは、「チャレンジ・ラウンド」（Challenge Round, 挑戦者決定戦）と「オールカマーズ・ファイナル」（All-Comers Final）で優勝を決定した。男子シングルスでは第4回大会の1884年から実施されてきたが、女子シングルスは第2回競技の1888年から行われた。
  - 大会前年度優勝者を除く選手は「チャレンジ・ラウンド」に出場し、前年度優勝者への挑戦権を争う。前年度優勝者は、無条件で「オールカマーズ・ファイナル」に出場できる。チャレンジ・ラウンドの勝者と前年度優勝者による「オールカマーズ・ファイナル」で、当年度の選手権優勝者を決定した。
  - この年は、男子シングルスの前年度優勝者マルコム・ホイットマンが欠場した。前年度優勝者が出場しなかった場合は「オールカマーズ・ファイナル」がなくなるため、チャレンジ・ラウンドの決勝結果を優勝記録表に掲載する。
  - 本年度の女子シングルスでは、1回戦に先立って「予選ラウンド」（Preliminary Round）を実施し、出場選手11名のうち3名を絞り落とした。
- 女子部門競技（女子シングルス・女子ダブルス・混合ダブルス）の決勝戦は、この年まで最大5セット・マッチで行われた。女子シングルスでは、1891年からオールカマーズ・ファイナルが最大5セット・マッチで行われ、1894年からはチャレンジ・ラウンド決勝も最大5セット・マッチに拡大された。1901年のチャレンジ・ラウンド決勝 → オールカマーズ・ファイナルにおいて、2試合連続で5セット・マッチの試合が続いたことから、全米テニス協会（USTA）が翌年から女子部門競技の最大5セット・マッチを廃止することを決定した。
- 初期の全米選手権のように、外国人出場者が少なかった時期は、地元アメリカ人選手の国籍表示を省略する。

## 大会前年度優勝者
- 男子シングルス：マルコム・ホイットマン　［大会不参加］
- 女子シングルス：マートル・マカティアー
- 男子ダブルス：ホルコム・ウォード＆ドワイト・デービス
- 女子ダブルス：エディット・パーカー＆ハリー・チャンプリン
- 混合ダブルス：アルフレッド・コッドマン＆マーガレット・ハンネウェル

## 男子シングルス

### チャレンジラウンド
準々決勝
- レオ・ウェア vs. エドガー・レナード　6-2, 6-2, 6-1
- ウィリアム・ラーンド vs. エドワード・ラーンド　不戦勝
- レイモンド・リトル vs. ウィリアム・クローシャー　6-3, 10-8, 1-6, 6-1
- ビールズ・ライト vs. クラレンス・ホバート　6-3, 8-6, 6-4

準決勝
- ウィリアム・ラーンド vs. レオ・ウェア　6-3, 6-2, 6-2
- ビールズ・ライト vs. レイモンド・リトル　7-5, 2-6, 6-1, 6-2

決勝
- ウィリアム・ラーンド vs. ビールズ・ライト　6-2, 6-8, 6-4, 6-4　（ここで優勝決定。ラーンドが本大会の優勝者になる）

## 女子シングルス

### チャレンジラウンド
準々決勝
- ジュリエット・アトキンソン vs. ヘレン・ヒューイ　6-2, 6-4
- エリザベス・ムーア vs. キャリー・ニーリー　6-1, 7-5
- マリオン・ジョーンズ vs. ヘレン・ディリンガム　不戦勝
- エンマ・ウォーレン vs. ジョージナ・ジョーンズ　7-5, 6-4

準決勝
- エリザベス・ムーア vs. ジュリエット・アトキンソン　6-2, 9-7
- マリオン・ジョーンズ vs. エンマ・ウォーレン　6-1, 6-2

決勝
- エリザベス・ムーア vs. マリオン・ジョーンズ　4-6, 1-6, 9-7, 9-7, 6-3　［ここから最大5セット・マッチ］

### オールカマーズ決勝
- エリザベス・ムーア vs. マートル・マカティアー　6-4, 3-6, 7-5, 2-6, 6-2　（ムーアが本大会の優勝者になる。5年ぶり2度目）

## 決勝戦の結果
- 男子シングルス：ウィリアム・ラーンド vs. ビールズ・ライト　6-2, 6-8, 6-4, 6-4　［チャレンジラウンド決勝］
- 女子シングルス：エリザベス・ムーア vs. マートル・マカティアー　6-4, 3-6, 7-5, 2-6, 6-2　［オールカマーズ決勝］
- 男子ダブルス：ホルコム・ウォード＆ドワイト・デービス vs. ビールズ・ライト＆レオ・ウェア　6-3, 9-7, 6-1
- 女子ダブルス：ジュリエット・アトキンソン＆マートル・マカティアー vs. エリザベス・ムーア＆マリオン・ジョーンズ　不戦勝
- 混合ダブルス：レイモンド・リトル＆マリオン・ジョーンズ vs. クライド・スティーブンス＆マートル・マカティアー　6-4, 6-4, 7-5　［最大5セット・マッチ］